# 約翰·蘭迪斯·梅森
約翰·蘭迪斯·梅森（John Landis Mason，1832年—1902年2月26日）, 出生于美國紐澤西州瓦恩蘭，是一位鐵匠和金屬螺旋蓋的專利權人，這些蓋子用於古老的水果罐，後來被稱為梅森罐。許多這樣的罐子印有“梅森專利1858年11月30日”的字樣。他還在1858年發明了第一個螺旋頂調味罐。

## 發明事業
1858年，梅森發明了一種方肩式罐子，帶螺紋螺旋蓋，配套蓋子和橡膠圈，用於氣密密封 - 梅森罐子。直到19世紀30年代，早在冷藏和溫室花園之前，許多水果和蔬菜只能在季節性供應，但最近罐子的發展使罐頭成為乾燥、酸洗或煙薰的實用替代品以保存食物。 
在梅森罐創新之前，罐子用有個扁平的無螺紋頂部，在其上鋪設錫平蓋並用蠟密封。它不可靠和不安全-如果沒有正確使用蠟，它會讓致命的細菌在罐子裡茁壯成長。
梅森的簡易和可重複使用的罐子使家庭罐頭在美國定居者、自耕農，甚至城市家庭中很受歡迎，但大多數梅森罐是在他的專利於1879年到期後由競爭對手製造的。
他的發明從來沒有使梅森變得富有，他後來被指責（但未被定罪）將他的房屋燒毀以獲得保險意外收穫，並且他在Colonial Bond和Guaranty Company擔任會計師多年。

## 專利
美國專利 18186，日期為1858年11月30日，主要是在罐中使用外螺紋和相應的金屬蓋。 後來的專利如Nr.102,913以各種方式對其進行了改進，例如添加橡膠環。
- 美國專利第22,186号.
- 美國專利第102,913号.

就美國最高法院，94 US 92 (1876)，CONSOLIDATED FRUIT-JAR COMPANY  v.  WRIGHT, 法院裁定 Mason 的專利已被放棄。